# Libin
Libin este o comună francofonă din regiunea Valonia din Belgia. Comuna este formată din localitățile Libin, Anloy, Ochamps, Redu, Smuid, Transinne și Villance. Suprafața totală a comunei este de 139,72 km². La 1 ianuarie 2008 comuna avea o populație totală de 4.707 locuitori.
Comuna Libin se învecinează cu comunele Bertrix, Daverdisse, Libramont-Chevigny, Paliseul, Saint-Hubert, Tellin și Wellin.